# Blažkův dům (Moravské Budějovice)
Měšťanský dům také Blažkův dům na ulici Purcnerova čp. 60 v Moravských Budějovicích v okrese Třebíč je chráněnou kulturní památkou.

## Historie
Měšťanský dům stojí na rohu Purcnerovy ulice a náměstí Československé armády naproti zámku a kostela svatého Jiljí. Rohový dům je spojen z původních dvou renesančních domů. Před požárem města v roce 1532 už byl postaven sklep, který je obrácen do náměstí Československé armády. Původní středověké jádro domu bylo renesančně upraveno a v polovině 19. století byl dům přestavěn do novogotické podoby.
V roce 2017 byla provedena sanace domu (sanační omítky a injektáže). Také byla obnovena fasáda domu, provedeny opravy kamenných prvků, nátěry oken atd. V roce 2024 byla krupobitím poškozena fasáda, její oprava činila přes 791 tisíc korun.

## Popis
Nárožní měšťanský dům je patrová budova postavena na půdorysu obdélníku. Fasáda je hladká v nádvoří je zdobena sgrafitovou bosáží. V průčelí je vchod v šambráně a segmentovým zakončením osazen dvoukřídlými dveřmi. Ve skoseném nároží na krakorcích je usazen renesanční arkýř zdobený nárožními pilastry. V segmentovém výklenku arkýře jsou vsazena sdružena okna s hrotitým záklenkem. Střecha arkýře je valbová. Okna v průčelích budovy jsou pravoúhlá vsazena do líce zdiva. Průčelí domu je ukončeno atikou završenou cimbuřím.